# Musique yoruba

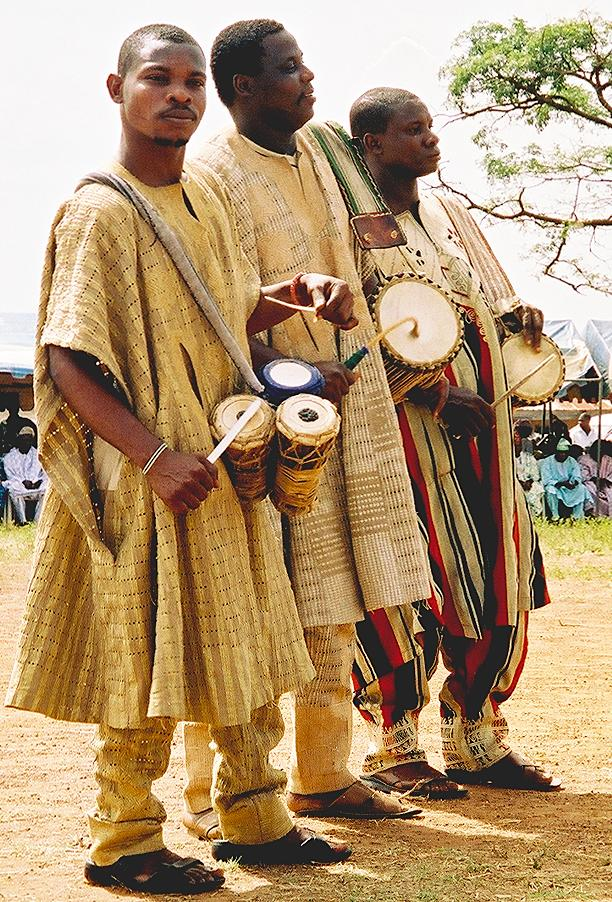
Omele ako, batá et deux dunduns. Des percussionnistes yorubas dans l'État de Kwara.

La musique yoruba est le modèle et genre musical pratiqué par les Yorubas du Nigeria, du Togo et du Bénin. Elle est peut-être surtout connue pour sa tradition et ses techniques de percussion extrêmement avancées, en particulier l'utilisation des tambours en sablier (gongon). La musique folklorique yoruba est peut-être devenue le type de musique ouest-africaine le plus important dans les genres musicaux afro-latins et caribéens ; elle exerce une influence particulièrement importante sur la musique utilisée dans la pratique de la santeria et sur la musique cubaine.

## Instruments notables
- Batá[4]
- Sekere[4] : instrument à secouer mélodique ; des perles ou des cauris enroulés autour d'une calebasse, secoués, frappés de temps en temps avec les poings et lancés en l'air pour créer une ambiance de fête.